# KCNAB2
KCNAB2 (англ. Potassium voltage-gated channel subfamily A regulatory beta subunit 2) – білок, який кодується однойменним геном, розташованим у людей на короткому плечі 1-ї хромосоми.  Довжина поліпептидного ланцюга білка становить 367 амінокислот, а молекулярна маса — 41 000.
| 10         |  | 20         |  | 30         |  | 40         |  | 50         |
| ---------- |  | ---------- |  | ---------- |  | ---------- |  | ---------- |
| MYPESTTGSP |  | ARLSLRQTGS |  | PGMIYSTRYG |  | SPKRQLQFYR |  | NLGKSGLRVS |
| CLGLGTWVTF |  | GGQITDEMAE |  | QLMTLAYDNG |  | INLFDTAEVY |  | AAGKAEVVLG |
| NIIKKKGWRR |  | SSLVITTKIF |  | WGGKAETERG |  | LSRKHIIEGL |  | KASLERLQLE |
| YVDVVFANRP |  | DPNTPMEETV |  | RAMTHVINQG |  | MAMYWGTSRW |  | SSMEIMEAYS |
| VARQFNLTPP |  | ICEQAEYHMF |  | QREKVEVQLP |  | ELFHKIGVGA |  | MTWSPLACGI |
| VSGKYDSGIP |  | PYSRASLKGY |  | QWLKDKILSE |  | EGRRQQAKLK |  | ELQAIAERLG |
| CTLPQLAIAW |  | CLRNEGVSSV |  | LLGASNADQL |  | MENIGAIQVL |  | PKLSSSIIHE |
| IDSILGNKPY |  | SKKDYRS    |  |            |  |            |  |            |

A: Аланін

C: Цистеїн

D: Аспарагінова кислота

E: Глутамінова кислота

F: Фенілаланін

G: Гліцин

H: Гістидин

I: Ізолейцин

K: Лізин

L: Лейцин

M: Метіонін

N: Аспарагін

P: Пролін

Q: Глутамін

R: Аргінін

S: Серин

T: Треонін

V: Валін

W: Триптофан

Кодований геном білок за функціями належить до оксидоредуктаз, іонних каналів, потенціалзалежних каналів, фосфопротеїнів. 
Задіяний у таких біологічних процесах як транспорт іонів, транспорт, транспорт калію, ацетиляція. 
Білок має сайт для зв'язування з калію, НАДФ. 
Локалізований у клітинній мембрані, цитоплазмі, цитоскелеті, мембрані, клітинних контактах, клітинних відростках, синапсах, синаптосомах.